# قطعنامه ۵۴۶ شورای امنیت
قطعنامه ۵۴۶ شورای امنیت سازمان ملل متحد که در تاریخ ۰۶ ژانویه ۱۹۸۴ تصویب شد، سندی بین‌المللی دربارهٔ آنگولا-آفریقای جنوبی است. این قطعنامه طی نشست ۲۵۱۱ام با ۱۳ موافق، ۰ مخالف و ۲ ممتنع تصویب شد.